# Napomyza enigmoides
Napomyza enigmoides este o specie de muște din genul Napomyza, familia Agromyzidae, descrisă de Erich Martin Hering în anul 1937.
Este endemică în Germania. Conform Catalogue of Life specia Napomyza enigmoides nu are subspecii cunoscute.